# Moradabad
Moradabad är en stad i den indiska delstaten Uttar Pradesh, och är den administrativa huvudorten för distriktet Moradabad. Staden, Moradabad Municipal Corporation, är med sina 887 891 invånare vid folkräkningen 2011 delstatens nionde största. Moradabad är känd för sitt hantverk i mässing. 